# 中国人民志愿军战歌
《中国人民志愿军战歌》，原名《打败美帝野心狼》。创作于1950年，由麻扶摇作词，周巍峙作曲。

## 创作经过
1950年夏，为准备参加抗美援朝，中国人民志愿军某部炮兵第一师26团5连开赴鸭绿江边整装待命。在5连召开的表决心大会上，战士们纷纷表下决心。连指导员麻扶摇将战士们的誓言记录下来，后几经修改补充，写成了一份诗歌形式的决心书，其中除“横渡鸭绿江”“中华好儿女”“抗美援朝鲜”三句外，其余部分与现行版本相同
据麻扶摇回忆：“当时我并未意识到在创作什么，更没想到是在创作歌词，只是由于烈火在胸中燃烧，感到不吐不快。写毕即感到心舒气畅，有一种不可名状的满足。”在全团出国作战誓师大会上，麻扶摇代表连队发言，这份决心书作为开场白，受到热烈欢迎。当时，5连有一位文化教员为这首诗谱了曲，并在全连教唱（与现今版本曲调不同）。
与此同时，新华社随军记者陈伯坚在志愿军入朝前到麻扶摇所在部队进行采访，在采访时陈伯坚发现了麻扶摇所作的诗句，将其收入一篇题为《记中国人民志愿军部队几个战士的谈话》的战地通讯中，略作改动后于1950年11月26日在《人民日报》头版发表。时任文化部艺术局副局长的音乐家周巍峙从《人民日报》上看到这首诗，当天就谱出了曲，同时把“抗美援朝鲜”改为“抗美援朝”，并以诗中最后一句“打败美帝野心狼”为题，署名“志愿军战士词、周巍峙曲”。
歌曲发表后，周巍峙总觉得歌名不够理想。恰在这时，中国新民主主义青年团旅大市委主办的《民主青年》杂志以《中国人民志愿军部队战歌》为题发表了这首歌曲，周巍峙受到启发，将这首歌曲正式定名为《中国人民志愿军战歌》。1951年4月10日，《人民日报》以《中国人民志愿军战歌》的歌名再次发表了这首歌曲。
1965年6月，中国政府发起抗美援越，派遣援越志愿部队再度出境同美军作战。援越志愿军继续沿用这一歌曲作为军歌，除将歌词中的“鸭绿江”替换为“友谊关”，将“抗美援朝”替换为“抗美援越”外，其余部分与朝鲜战争时期歌词相同。

## 反响
周巍峙作曲的版本发表后，即传遍大江南北，歌曲也在志愿军内流行开来。然而起初词作者麻扶摇却并不认为歌词就是自己写的。直到1953年，当时的中央人民政府政务院文化部和中国文联共同开展对1949年至1952年间产生的群众歌曲的评奖活动，《中国人民志愿军战歌》被评为一等奖，为了给作者颁奖，有关部门几经周折，终于从志愿军炮兵某团寻到了他。此后，各种报刊登载这首歌曲时，词作者一律改署为“麻扶摇”。
1951年4月21日，中国人民抗美援朝总会通知规定，以国歌和《中国人民志愿军战歌》两首歌曲作为全国人民五一劳动节游行的基本歌曲。
自20世纪50年代问世至今，《中国人民志愿军战歌》也成为每个中国人都耳熟能详的歌曲。
在朝鲜牡丹峰乐团庆祝祖国解放战争胜利59周年的演出中，牡丹峰乐团用中朝双语演唱了《中国人民志愿军战歌》，以纪念中朝并肩战斗的历史。